# Henry Hazlitt
Henry Hazlitt (28. listopadu 1894 – 8. července 1993) byl americký libertarianistický filosof, ekonom, a novinář pro The Wall Street Journal, The New York Times, Newsweek a The American Mercury.

## Život a práce
Vyrůstal ve skromných poměrech. Jeho otec zemřel, když Hazlitt byl ještě dítě. Navštěvoval zdarma New York City's City College, ale po roce a půl skončil, aby se stal novinářem. Hazlitt začal svou kariéru v Wall Street Journal a ve věku 21 let napsal svou první knihu Thinking as a Science. Pracoval jako novinář pro New York Sun, The Nation, New York Times, a Newsweek. Byl vybrán nástupcem H. L. Menckena jako editor v The American Mercury, psal rubriku pod svým jménem pro Newsweek, a s Johnem Chamberlainem pracoval jako editor časopisu The Freeman.
Přisuzuje se mu za zásluhy, že zprostředkoval Rakouskou školu anglicky mluvící veřejnosti. Spolu s úsilím jeho přátel, například Johna Chamberlaina a Maxe Eastmana, je oceňován za popularizaci díla F. A. Hayeka Cesta do otroctví pro americkou veřejnost prostřednictvím jeho recenze v The New York Times. Hazlitt byl plodný spisovatel. Během svého života napsal 25 knih.
Hazlitt byl rovněž zakládající vicepresident Foundation for Economic Education.

## Nadace v jeho jménu
V letech 1997 až 2002 existovala společnost nazývaná The Henry Hazlitt Foundation, která aktivně podporovala libertariánský networking, hlavně prostřednictvím webové stránky Free-Market.Net. Tato společnost byla pojmenována na jeho počest, protože byl znám svou popularizací celého spektra libertariáských myšlenek široké veřejnosti skrze svá díla a pro napomáhání vzájemného propojování obhájců volného trhu. Hazlitt například zajistil pozici na New York University pro Ludwiga von Misese a seznámil ho se spisovatelkou Ayn Rand, která ho obdivovala.
Společnost zahájila svou činnost až po Hazlittově smrti a nebyla oficiálně spojená s jeho dědictvím.

## O ekonomii
Hazlitt je proslulý svou knihou Ekonomie v jedné lekci, napsal však i další knihy, mezi nimiž bylo mnoho o etice.
Například ve svých knihách The Foundations of Morality a The Failure of the New Economics Hazlitt detailně kritizuje Keynesovy Obecné teorie zaměstnanosti, úroku a peněz, které rozebral kapitolu po kapitole.
- Z jedné parafrázoval citát připisovaný Samuelu Johnsonovi, že „nebyl schopný nalézt jedinou teorii, která by byla současně pravdivá a zároveň i nová: Co je v knize nové, není pravdivé; a co je pravdivé není nové.“
- V předmluvě k Obecné teorii totiž Keynes napsal: „Očekávám, že ti, kteří jsou silně oddáni tomu, co nazývám 'klasická teorie', budou váhat mezi myšlenkou, že jsem úplně chybný, nebo myšlenkou, že neříkám nic nového. Je na ostatních se rozhodnout zda se přikloní k první, či druhé variantě, nebo ke třetí možnosti, že mám pravdu.“

## Knihy
- Thinking as a Science, 1915
- The Way to Will Power, 1922
- A Practical Program for America, 1933
- The Anatomy of Criticism, 1933
- Instead of Dictatorship, 1933
- A New Constitution Now, 1942
- Freedom in America: The Freeman (with Virgil Jordan), 1945
- The Full Employment Bill: An Analysis, 1945
- Economics in One Lesson, 1946 (anglicky)
  - La economía en una lección, 1946 (španělsky)
  - česky
    - Národní hospodářství v jedné lekci, Samcovo knihkupectví, 1948
    - Ekonomie v jedné lekci, Liberální institut, 1999, 2005, 2008  Archivováno 16. 4. 2024 na Wayback Machine., 192 s. Překlad: Radovan Kačín, Josef Šíma. Praha: Alfa Nakladatelství, vydání 1. ISBN 80-86389-41-3 (Liberální institut), ISBN 978-80-87197-05-9 (Alfa Nakladatelství). (česky)
- Will Dollars Save the World?, 1947
- Forum: Do Current Events Indicate Greater Government Regulation, Nationalization, or Socialization?, Proceedings from a Conference Sponsored by The Economic and Business Foundation, 1948
- The Illusions of Point Four, 1950
- The Great Idea, 1951 (titled Time Will Run Back in Britain, revised and rereleased with this title in 1966)
  - Návrat starých časů, 2015. Ludwig von Mises institut
- The Free Man's Library, 1956
- The Failure of the 'New Economics': An Analysis of the Keynesian Fallacies, 1959
  - Selhání nové ekonomie
- The Critics of Keynesian Economics (ed.), 1960
- What You Should Know About Inflation, 1960
- The Foundations of Morality, 1964
- Man vs. The Welfare State, 1969
  - Člověk proti sociálnímu státu
- The Conquest of Poverty, 1973
- To Stop Inflation, Return to Gold, 1974
- The Inflation Crisis and How to Resolve It, 1978
- From Bretton Woods to World Inflation, 1984
- The Wisdom of the Stoics: Selections from Seneca, Epictetus, and Marcus Aurelius, 1984
- The Wisdom of Henry Hazlitt, 1993